# Nizozemska vzhodna Indija
Nizozemska vzhodna Indija  (nizozemsko: Nederlands-Indie; angleško: Duch East Indies; indonezijsko: Hindia-Belanda) je bila nekdanja Nizozemska kolonija na območju današnje Indonezije. Nastala je leta 1800, po tem ko je Nizozemska prevzela ozemlje, ki je bilo do takrat v lasti Nizozemske vzhodnoindijske družbe (Dutch East India Company).
V Angleško-nizozemski pogodbi iz leta 1824 so Nizozemci gubernijo Nizozemska Malaka prepustili Veliki Britaniji, ki je bil prej guverner v nizozemski Vzhodni Indiji. Kar je pripeljalo do njene končne vključitve v Malacca (država) sodobne Malezija.
Glavno mesto te največje nizozemske kolonije je bila Batavia (današnja Jakarta) na otoku Java. Na tem otoku je bil nizozemski vpliv najmočnejši in od tu se je kolonialni vpliv širil na ostale otoke, kot so Sumatra, Borneo, Sulavezi, Moluki, Nova Gvineja in drugi. Do leta 1942, ko so kolonijo zasedli Japonci je ta že obsegala vso ozemlje današnje Indonezije. Po koncu druge svetovne vojne, leta 1945, je kolonija razglasila samostojnost in postala samostojna država Indonezija (razen Nizozemske Nove Gvineje).
Gospodarstvo kolonije je temeljilo na izvozu: gnojil, kavčuka, lesa, začimb, čaja, kave, kokosa, nafte in olja. Prav zaradi vseh teh surovin je bila kolonija za Nizozemsko strateškega pomena. V devetnajstem stoletju je nizozemska kolonialna politika, tako kot vse kolonialne politike tistega časa, temeljila na brezobzirnem izkoriščanju naravnih bogastev kolonije in prebivalcev kolonije. Z uvedbo novih zakonov in pravil na začetku dvajsetega stoletja so se stvari nekoliko izboljšale. Bogastvo se je v obliki različnih projektov začelo deliti med ljudi. Zgrajene so bile šolo, namakalni sistemi, področja so se začela industrializirati. Spremenila se je tudi upravna ureditev kolonije, kolonija se je tako decentralizirala ter dobila večja pooblastila od matične Nizozemske. Kljub novim zakonom in pravilom pa so spremembe med navadne ljudi prihajale izredno počasi. Izredno je izstopalo šolstvo, ki naj bi bilo dostopno vsem, vendar je leta 1930 kljub temu šolo obiskovalo le 8 % otrok. Tudi industrializacija dežel ni bila tako uspešna kot so načrtovali, tako da je gospodarstvo kolonije v tridesetih letih še vedno temeljilo na kmetijstvu.
Po japonskem umiku in kapitulaciji avgusta 1945 je Indonezija pod vodstvom Sukarna in Hatte razglasila neodvisnost. Nizozemci se temu ostro nasprotovali ter ob pomoči Britancev in ostalih zaveznikov v Indonezijo poslali vojsko, da bi prevzela nadzor nad novonastalo državo. Sledilo je štiriinpolletno vojskovanje, s katerim so Nizozemci želeli ponovno vzpostaviti kolonialno vladavino. Čeprav so zasedli večino države, jim ljudje niso bili naklonjeni, zato je Nizozemska decembra 1949 Indonezijo priznala kot samostojno državo z izjemo zahodnega dela Nove Gvineje, ki je začasno postala Nizozemska Nova Gvineja. Ta se je Indoneziji bolj ali manj prostovoljno priključila  leta 1969, s tem se je dokončno zaključil vpliv Nizozemske v jugovzhodni Aziji.